# John Tillman (läkare)
Johan (John) Henrik Tillman, född den 18 september 1869 i Stockholm, död den 29 juli 1938 i Höör, var en svensk läkare.
Tillman avlade medicine kandidatexamen vid Karolinska institutet i Stockholm 1894 och medicine licentiatexamen där 1899. Han promoverades till medicine doktor 1910. Efter tjänsrgöring som amanuens och underläkare vid Serafimerlasarettet 1899–1900 var Tillman överläkare vid Österåsens sanatorium 1901–1914 och vid Orupssanatoriet 1914–1934. Han blev riddare av Nordstjärneorden 1914 och kommendör av andra klassen av Vasaorden 1925. Tillman vilar på Bosjöklosters kyrkogård.